# ۱۹ دسامبر
۱۹ دسامبر در تقویم گریگوری، سیصد و پنجاه و سومین (در سال‌های کبیسه سیصد و پنجاه و چهارمین) روز سال است. ۱۲ روز تا پایان سال باقی‌مانده است.

## رویدادها
- ۱۸۴۳ - انتشار کتاب سرود کریسمس؛ شاهکار چارلز دیکنز.
- ۱۹۴۱ - برگزیده‌شدن آدولف هیتلر به عنوان فرمانده کل ارتش آلمان.
- ۱۹۹۷ - اکران فیلم تایتانیک.
- ۲۰۰۳ - معمر قذافی رهبر وقت لیبی با هدف عادی سازی روابط این کشور با غرب، اعلام کرد که سلاحهای کشتار جمعی این کشور (سلاح‌های شیمیایی)، آزمایشگاه‌های اتمی و موشک‌های میان بُرد لیبی را منهدم می‌کند و ورود بازرسان بین‌المللی بدون قید و شرط به لیبی آزاد است.
- ۲۰۱۲ - پارگ گون‌های، با کسب ۵۱٫۶ درصد آرای انتخابات به عنوان نخستین بانو به مقام ریاست کره جنوبی برگزیده شد.
- ۲۰۱۶ - آندره کارلوف، سفیر روسیه در ترکیه در حین بازدید از یک گالری عکس در آنکارا به ضرب گلوله مولود مرت آلتین تاش، مأمور پلیس ضد شورش و محافظ او از پای درآمد.[۱]

## زادروزها
- ۱۸۵۲ - آلبرت آبراهام مایکلسون، فیزیک‌دان آمریکایی روس‌تبار.
- ۱۸۷۳ - آلفونز کیرش‌هوفر، شمشیرباز اهل فرانسه.
- ۱۸۸۴ - آنتونین زاپوتوسکی، سیاستمدار کمونیست اهل چکسلواکی.
- ۱۹۰۲ - رالف ریچاردسون، بازیگر انگلیسی.
- ۱۹۱۶ - روی وارد بیکر، کارگردان و تهیه‌کننده اهل انگلستان.
- ۱۹۲۵ - رابرت بی. شرمن، موسیقی‌دان اهل ایالات متحده آمریکا.
- ۱۹۴۴ - تیم رید، کارگردان و بازیگر اهل ایالات متحده آمریکا.
- ۱۹۵۲ - والتر مورفی، آهنگساز و نوازنده اهل ایالات متحده آمریکا.
- ۱۹۵۸ - لیمال، خواننده بریتانیایی.
- ۱۹۶۱ - متیو واترهاوس، بازیگر اهل انگلستان.
- ۱۹۶۱ - اریک آلن کرنل، فیزیک‌دان آمریکایی برنده جایزه نوبل فیزیک.
- ۱۹۶۴ - بئاتریس دال، بازیگر اهل فرانسه.
- ۱۹۶۹ -  مایکل بیتس، بازیکن فوتبال آمریکایی اهل ایالات متحده آمریکا.
- ۱۹۶۹ -  عزیزه مصطفی‌زاده، خواننده و نوازنده اهل آذربایجان.
- ۱۹۷۷ - خورخه گاربایوسا، بازیکن بسکتبال اهل اسپانیا.
- ۱۹۸۰ - جیک جیلنهال، بازیگر اهل ایالات متحده آمریکا.
- ۱۹۸۳ - آرمن وایتزمن، بازیگر و کمدین ارمنی‌تبار اهل ایالات متحده آمریکا.
- ۱۹۸۶ - لازاروس کریستودولوپوس، بازیکن فوتبال اهل یونان.
- ۱۹۸۹ - یونگ جون هیونگ، خواننده و ترانه‌سرا اهل کره جنوبی.
- ۱۹۹۴ - مائودی آیوندا، خواننده و بازیگر اهل اندونزی.
- ۱۹۹۸ - میکالا استراوس، خواننده اهل ایالات متحده آمریکا.

## درگذشت‌ها
- ۱۷۴۵ - ژان-بتیست فن لو، نقاش اهل فرانسه.
- ۱۸۱۳ - جیمز مک‌گیل، سیاستمدار و بازرگان اهل اسکاتلند.
- ۱۸۵۱ - ویلیام ترنر، نقاش بریتانیایی.
- ۱۹۴۴ - عباس حلمی دوم، آخرین خدیو مصر (۱۹۱۴–۱۸۹۲).
- ۱۹۵۳ - عادل جبر، اقتصاددان، روزنامه‌نگار و سیاستمدار عثمانی-فلسطینی. [۲]
- ۱۹۸۶ - وی سی اندروز، نویسنده اهل ایالات متحده آمریکا.
- ۱۹۸۹ - کریل مازورف، سیاستمدار اهل اتحاد جماهیر شوروی.
- ۱۹۸۹ - استلا گیبونز، نویسنده و شاعر انگلیسی.
- ۱۹۹۶ - مارچلو ماستریانی، بازیگر ایتالیایی.
- ۲۰۰۳ - هوپ لانگ، بازیگر اهل ایالات متحده آمریکا.
- ۲۰۰۵ - وینسنت جیگانته، بوکسور، گانگستر و تبهکار اهل ایالات متحده آمریکا.
- ۲۰۰۸ - کارول چامسکی، زبان‌شناس اهل ایالات متحده آمریکا.
- ۲۰۱۲ - پتر اشتروک، سیاستمدار اهل آلمان.
- ۲۰۱۴ - ایگور رودیونوف، سیاستمدار اهل اتحاد جماهیر شوروی.
- ۲۰۱۶ - آندره کارلوف، سیاستمدار اهل روسیه.
- ۲۰۲۱ - سالی ان هوز، خواننده و بازیگر انگلیسی.